# Vicente Ferreira da Silva
Pour les articles homonymes, voir Ferreira.
Vicente Ferreira da Silva est un philosophe et mathématicien brésilien né le 10 janvier 1916 à São Paulo et mort le 19 juin 1963 à São Paulo.

## Biographie
Son œuvre occupe une place majeure dans la logique Brésilienne,.
Plus tard, Vicente se consacre à l'étude de la phénoménologie, de l'art, des religions et surtout des mythes. En se fondant sur la philosophie de Schelling et de Heidegger, Vicente a inversé la notion de mythos et de logos afin de proposer la philosophie comme une sorte de développement par rapport aux mythes[évasif],. Sur la base des mythes, Vicente a fondé une sorte de néopaganisme.
Vicente a été l'ami des intellectuels João Guimarães Rosa, Agostinho da Silva, Oswald de Andrade, Enzo Paci, Julian Marias, Vilém Flusser et Saint-John Perse. Il les a également influencés.
Vicente est mort dans un accident de voiture en 1963, à l'âge de 47 ans.

## Œuvres
- Lógica Moderna (1939)
- Elementos de Lógica Matemática (1940)
- Ensaios Filosóficos (1948)
- Exegese da Ação (1949 e 1954)
- Ideias para um Novo Conceito de Homem (1951)
- Teologia e Anti-Humanismo (1953)
- Instrumentos, Coisas e Cultura (1958)
- Dialética das Consciências (1950)
- Dialética das Consciências - Obras completas (2009)
- Lógica Simbólica - Obras completas (2009)
- Transcendência do Mundo - Obras completas (2010)